# София (певица)
SOPHIA (греч. Σοφία, рус. София) — японская певица греческого происхождения, известная прежде всего участием в японской мело-дэт группе Blood Stain Child. Помимо музыкальной карьеры, София является профессиональным переводчиком и моделью.

## Биография

### До группы (до 2010 года)
София родилась в Греции, она имеет русские корни:
Моя бабушка говорит по-русски, это её родной язык. Они с дедушкой жили тут много-много лет, тут родилась моя мама. Дедушка преподавал музыку и был дирижёром в хоре. Я не говорю по-русски – пока – но я знаю некоторые слова и хорошо разбираюсь в русской кухне, потому что бабушка до сих пор готовит русские блюда. Я даже кое-чему от неё научилась.
Первоначально практически не слушала рок-музыку, предпочитая ей синти-поп и EBM. В середине 90-х годов она увлеклась альтернативным роком, а впоследствии металом, и стала посещать концерты метал-групп по всей Европе.
Первое её знакомство с visual kei состоялось, когда София просматривала каталог гитар фирмы ESP вместе с Гасом Джи. Они увидели фотографию известного японского гитариста Mana и первоначально решили что это «красивая девушка в готическом платье» как она впоследствии вспоминала. София решила узнать об этом жанре больше начала участвовать на форуме поклонников visual kei, где тогда было не больше 30 активных пользователей на всю страну. В 2010 году София узнаёт что мело-дэт группе Blood Stain Child нужен новый вокалист, и она отправилась в Японию. Встретившись там с Рю, она дала ему свою демозапись с игрой на гитаре. Хотя запись была далеко не в хорошем качестве, Рю оценил потенциал Софии и пригласил её петь на их следующем альбоме. До этого она уже была знакома с Рю, София работала организатором аниме вечеринок и концертов японских групп в Греции.

### Blood Stain Child (2010 — 2012)
В феврале было объявлено, что София будет работать на мероприятии бренда моды лолит «ATELIER PIERROT» (рус. Ателье Пьеро) в Харадзюку 20 марта. Те, кто приобрел товаров на сумму больше 5000 йен, могли сфотографироваться с Софией и получить её автограф. В то же время те, кто посетили магазин в этот день, могли послушать песни из будущего альбома и получить сладости в подарок.
В конце апреля было объявлено название нового альбома группы — первого, в записи которого должна участвовать София. Он получил название εpsilon, и его выход был запланирован на 16 июня 2011 года.
В 2012 покинула группу.

### Season of Ghosts (2013 — настоящее время)
В октябре 2013 года София основала свой новый проект Season of Ghosts. 8 декабря 2014 года в составе данного проекта был выпущен первый альбом "The Human Paradox", спродюсированный Зомби Сэмом (ZOMBIE SAM). В октябре 2017 года София совместно с Fatal FE выпустила трек "Surreal", имевший больше электронное звучание и танцевальную составляющую; песня распространяется бесплатно на официальном сайте Запись второго альбома началась уже в декабре 2017 и завершилась в марте 2018 года. Сам релиз состоялся 23 октября 2018 года на собственном лейбле INVICTUS MEDIA. Для продвижения и продажи альбома группа создала страницу на PledgeMusic, где все, кто оформлял предзаказ альбома и мерчандайза, получали доступ к специальным обновлениям блога с превью песен и их ранним прослушиванием.

## Музыкальное влияния и увлечения
София — большая поклонница японских рок-групп X Japan и Dir en grey. По её словам, на ранних этапах эти группы существенно подвергались влиянию готики и связанных с ней явлений, что ей и понравилось. Также она отмечает, что visual kei содержит элементы всех любимых ею музыкальных жанров, таких как классическая музыка, метал и элементы традиционной японской культуры. Как профессиональный музыкант и западный поклонник visual kei, София несколько раз давала интервью разным журналам, где рассказывала о проблемах этого жанра, фанатах и его перспективах.
Sophia также является поклонницей субкультуры Лолит, она следует её моде в жизни и на выступлениях. Ещё в Греции она красила одну половину своих волос в зелёный, а другую в розовый, и гуляла так по улице. По словам певицы, она часто замечала на себе шокированные взгляды, но не обращала на это внимания, так как была уверена в правильности своего поведения.

## Дискография
| Blood Stain Child     | Дата релиза |
| --------------------- | ----------- |
| Fruity Beast 6 (демо) | 2010        |
| Epsilon               | 15.06.2011  |
| Princess Ghibli I     | 13.04.2011  |
| Princess Ghibli II    | 14.03.2012  |

| Season Of Ghosts  | Дата релиза |
| ----------------- | ----------- |
| The Human Paradox | 8.12.14     |
| A Leap Of Faith   | 23.10.18    |